# Silver City (Nevada)
Silver City es un área no incorporada ubicada en el condado de Lyon en el estado estadounidense de Nevada.

## Historia
Fue fundada en 1859, al descubrirse un gran yacimiento de plata en la zona, en lo que por entonces era el Territorio de Utah.

## Geografía
Silver City se encuentra ubicado en las coordenadas 39°15′49″N 119°38′26″O / 39.26361, -119.64056.